# Immanuel Kant

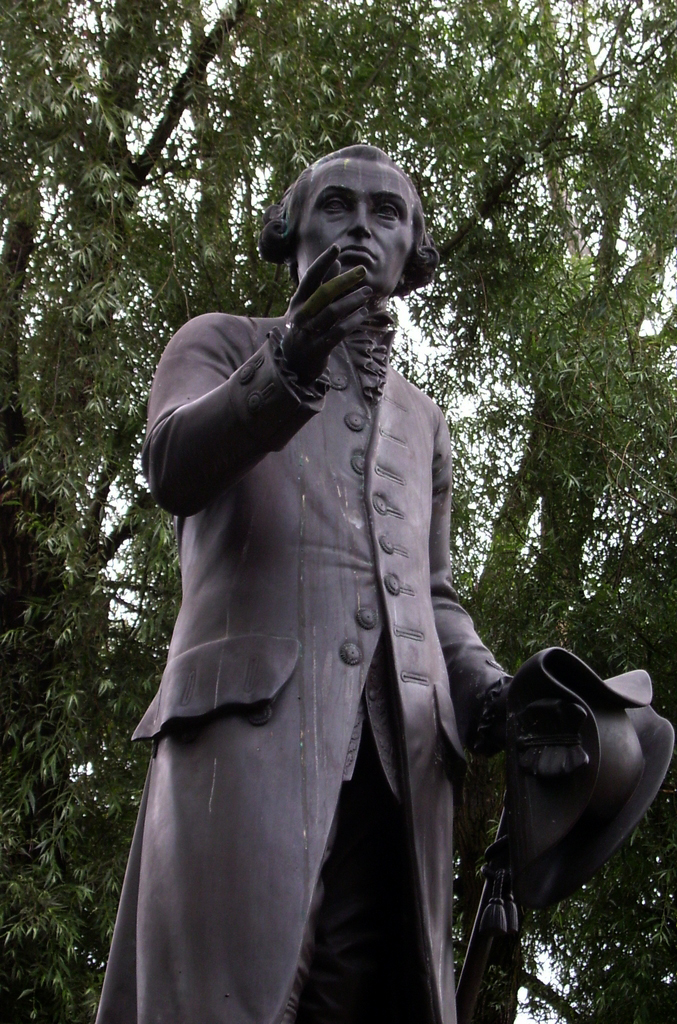
Standbeeld van Kant in Kaliningrad (kopie van het originele vernietigde kunstwerk)

Immanuel Kant (Koningsbergen, Pruisen, 22 april 1724 – aldaar, 12 februari 1804) was een Duitse filosoof ten tijde van de Verlichting, wiens ideeën een grote invloed hebben uitgeoefend op de westerse wijsbegeerte. Kant wordt wel gezien als de eerste Duitse idealist. Zijn Kritik der reinen Vernunft (Kritiek van de zuivere rede) uit 1781, waarin hij de grondslagen en de grenzen van de menselijke kennis onderzoekt en een eigen epistemologie creëert, wordt als zijn belangrijkste werk beschouwd. Verder vervolledigen de Kritik der praktischen Vernunft (Kritiek van de praktische rede) en de Kritik der Urteilskraft de trilogie van de drie kritieken, die grote invloed hebben gehad op de westerse wijsbegeerte. De filosoof Arthur Schopenhauer noemde dit werk 'het belangrijkste boek dat ooit in Europa verschenen is'.

## Biografie
Kant werd geboren in Königsberg - in het Nederlands Koningsbergen, sinds 1945 Kaliningrad genaamd - en zou de stad nooit verlaten, op de directe omgeving na. Hij was de vierde van negen kinderen van tuigmaker Johann Georg Kant (1683-1746) en Anna Regina Reuter (1697-1737). Van vaderszijde stamde hij uit een Baltisch-Duitse familie in het tegenwoordige Letland. Anna Regina's vader was afkomstig uit Neurenberg. Oorspronkelijk werd Kants voornaam als Emanuel geschreven, maar vanaf 1746 (misschien na het overlijden van zijn vader in maart) gebruikte hij de schrijfwijze Immanuel, die volgens hem nauwkeuriger het Hebreeuws voor "God met ons" weergaf.
Aanvankelijk kon het gezin Kant goed leven van de opbrengst van Johann Georgs werk, maar na de dood van diens schoonvader in 1729 verslechterde hun financiële situatie en in 1733 verhuisden ze naar de kleine woning van de weduwe, Emanuels grootmoeder. Toch liet Anna Regina zich door haar geestelijke raadgever, de piëtistische predikant Franz Albert Schultz, overhalen om Emanuel naar een academische vorming te sturen. Vanaf de herfst van 1732 ging de jonge Kant naar het Collegium Fredericianum, een Latijnse school in Koningsbergen. Een jaar later werd Schultz er directeur.
Op zijn zestiende ging Kant naar de Albertina-universiteit te Koningsbergen, om vermoedelijk eerst theologie en daarna filosofie gecombineerd met natuurwetenschap te studeren. Het filosofie-onderricht werd er gedomineerd door het gedachtegoed van Gottfried Wilhelm Leibniz, zoals geïnterpreteerd door Christian Wolff. De hoogleraar logica en metafysica, Martin Knutzen, onderwees Kant in de fijne punten van het wolffse systeem. Belangrijker nog was dat hij zijn leerling toegang gaf tot zijn eigen ruime wetenschappelijke bibliotheek en diens interesse opwekte voor het werk van Isaac Newton in de natuurkunde en de astronomie.
Om in zijn onderhoud te voorzien werd Kant op zijn 22ste huisleraar in Judten bij Gumbinnen, na 1945 Goesev genaamd, bij de predikant van een Franstalige gemeente, die na de ontvolking van dat deel van Oost-Pruisen door Zwitserse kolonisten was gesticht. Zijn huisleraarschap bij enkele adellijke families vormde de weg naar een plaats in de stedelijke bovenlaag van Koningsbergen. Zijn promotie vond in 1755 plaats op een in het Latijn geschreven proefschrift, getiteld Principiorum primorum cognitionis metaphysicae (vaak aangehaald als Nova Dilucidatio; Duitse vertaling: Eine neue Beleuchtung der ersten Prinzipien aller metaphysischen Erkenntnis; Nederlandse vertaling: Een nieuw licht op de eerste principes van alle metafysische kennis). Dit opende de weg naar een academische carrière, eerst in de onbetaalde functie van privaatdocent, in welke hij colleges mocht geven over logica, moraalfilosofie, wiskunde, natuurkunde, geografie, antropologie en natuurrecht. In 1762 kreeg hij een betaalde functie als bibliothecaris van de koninklijke Schlossbibliothek. Benoemingen aan de universiteiten van Erlangen, Jena en Halle sloeg hij af. In 1770 werd Kant hoogleraar in de metafysica en de logica aan de filosofische faculteit van de Universiteit van Koningsbergen. In 1786 nam hij ook de functie van rector van de universiteit op zich, gevolgd door een erebenoeming aan de Königlich Preußische Akademie der Wissenschaften zu Berlin. Een jaar later kwam hij in conflict met de censuur vanwege zijn deïstische opvattingen en mocht hij geen theologie meer doceren. Hij gaf tot 1796 colleges filosofie.
Kant overleed in 1804. Zijn imposante grafmonument naast de Dom van Koningsbergen bleef in 1945, toen de stad grotendeels werd verwoest, gespaard. Ook toen het restant van de oude binnenstad in de jaren vijftig van de 20ste eeuw werd opgeblazen, maakten de nieuwe Sovjet-autoriteiten een uitzondering voor dit graf. Kant werd door hen beschouwd als een leermeester van Georg Wilhelm Friedrich Hegel, die op zijn beurt Karl Marx was voorgegaan en zo de grondslag voor het communisme had gelegd.
Immanuel Kant behoort tot de moderne filosofen. Zijn invloed op de terreinen van filosofie, ethiek, theologie, strafrecht, volkenrecht en esthetiek werkt nog door tot op de dag van vandaag.

## Werken
In het werk van Kant zijn twee periodes te onderscheiden: zijn voorkritische periode en zijn kritische periode. Als grens tussen deze twee periodes wordt in de filosofische literatuur als regel het jaar 1781 aangehouden. In dit jaar verscheen zijn Kritik der reinen Vernunft, dat aanvankelijk niet met enthousiasme werd ontvangen aangezien het moeilijk leesbaar bleek. Kant vraagt zich in zijn voorkritische periode, in navolging van Leibniz en Wolff af of er een rationalistische metafysica mogelijk is. In zijn kritische periode neemt hij hier afstand van. Hij maakt zich los van de dogmatisch-rationalistische filosofie.
Hij maakt daarbij een onderscheid tussen algemene metafysica en speciale metafysica. De eerste kan wel op de rede gegrond zijn, omdat zaken die binnen deze algemene metafysica vallen, empirisch te controleren zijn. De uit "zuivere rede", zoals Kant het noemt, ontstane ideeën over causaliteit kunnen bijvoorbeeld empirisch getoetst worden. Bij de speciale metafysica gaat het om vragen die het tot dan toe eigenlijke doel van de metafysica behelzen, namelijk vragen als: "Is er een god?" of "Kan de onsterfelijkheid van de ziel aangetoond worden?".
In de kritische periode neemt Kant afstand van de speciale metafysica, omdat deze nooit empirisch te controleren is en dus nooit geverifieerd kan worden als a-priorikennis, vergaard door de zuivere rede. Hij maakt daarbij een vergelijking met Copernicus, die de bewegingen van de sterren niet duidelijk kon verklaren, totdat hij afstand deed van het oude idee en inzag dat niet de sterren om de toeschouwer, de aarde, draaiden, maar de toeschouwer om de zon. Om van metafysica een echte wetenschap te maken, net als wiskunde en de toen opkomende natuurwetenschappen, moest er volgens Kant een drastische ommezwaai komen. Net als de sterren bij Copernicus moest nu de speciale metafysica met rust gelaten worden. Kant spreekt dan ook van een tweede wetenschappelijke revolutie. De overgang tussen beide periodes is echter vloeiend. Al vanaf 1769-1770 klonk in Kants boeken en brieven twijfel door over de mogelijkheid van een rationalistische metafysica.
De volledige werken van Kant zijn verschenen in de "Akademieausgabe" van de Preußische Akademie der Wissenschaften, Berlin 1902 en de jaren daarna.
Bij Meiner Verlag (Philosophischen Bibliothek) zijn veel werken van Kant afzonderlijk gepubliceerd, voorzien van een inleiding en commentaar/toelichting.

### De voorkritische periode
In deze periode publiceerde Kant een groot aantal boeken en artikelen die alle in het teken stonden van de rationalistische denkwijze van de Verlichting. Metafysica kon een wetenschap zijn, mits zij dezelfde denkmethode hanteerde als de wiskunde. Ook ging hij er toen van uit dat er een rationalistisch godsbewijs mogelijk was, zoals hij betoogde in zijn Der einzig mögliche Beweisgrund zu einer Demonstration des Dasein Gottes.

#### Lijst van werken
- 1749: Gedanken von der wahren Schätzung der lebendigen Kräfte.
- 1755: Allgemeine Naturgeschichte und Theorie des Himmels.
- 1755: Meditationum quarundam de igne succincta delineatio (Over het vuur).
- 1755: Neue Erhellung der ersten Grundsätze metaphysischer Erkenntnisse (Habilitation: Principiorum primorum cognitionis metaphysicae nova dilucidatio). Proefschrift ter verkrijging van de doctorstitel.
- 1756: Metaphysicae cum geometria iunctae usus in philosophia naturalis, cuius specimen I. continet monadologiam physicam (Kortheidshalve ook "Physische Monadologie" genoemd.)
- 1756: Neue Anmerkungen zur Erläuterung der Theorie der Winde.
- 1762: Die falsche Spitzfindigkeit der vier syllogistischen Figuren.
- 1763: Versuch, den Begriff der negativen Größen in der Weltweisheit einzuführen.
- 1763: Untersuchung über die Deutlichkeit der Grundsätze der natürlichen Theologie und Moral.
- 1763: Der einzig mögliche Beweisgrund zu einer Demonstration des Daseins Gottes.
- 1764: Beobachtungen über das Gefühl des Schönen und Erhabenen.
- 1764: Versuch über die Krankheiten des Kopfes.
- 1766: Träume eines Geistersehers, erläutert durch Träume der Metaphysik
- 1770: Über die Form und die Prinzipien der sinnlichen und intelligiblen Welt (In het Latijn geschreven met als titel: De mundi sensibilis atque intelligibilis forma et principiis).
- 1775: Über die verschiedenen Rassen der Menschen.

### De kritische periode
Deze periode kenmerkt zich door zijn zoektocht naar de grenzen van de menselijke kennis. De eerste tekenen van zijn kritisch denken zijn volgens de vakfilosofen te vinden in zijn brief aan zijn vriend Marcus Herz (21 februari 1772). Daarna volgde een periode van tien jaar waarin hij weinig tot niets publiceerde en waarin hij zijn gedachten (zie onderstaand fragment) overdacht en probeerde te systematiseren. Het gaat erom hoe onze voorstellingen op de een of andere manier overeen kunnen komen met "de werkelijkheid". Zo wil hij afzien van uitspraken op basis van begrippen zoals God, ziel en kosmos, dit zou volgens Kant niet leiden tot betrouwbare filosofische uitspraken. In zijn brief naar Herz schrijft Kant het volgende:

... Ik vroeg me namelijk af op welke grond de betrekking tot het object berust van wat in ons voorstelling heet. Als de voorstelling alleen de wijze bevat waarop het subject door het object wordt geprikkeld, dan is gemakkelijk te begrijpen hoe die voorstelling als een gevolg met haar oorzaak kan overeenstemmen, en hoe deze bepaling van onze geest iets kan voorstellen, dat wil zeggen een object kan hebben. De passieve of zintuiglijke voorstellingen hebben dus een begrijpelijke betrekking tot objecten, en de grondbeginselen die aan de natuur van onze ziel worden ontleend, hebben een begrijpelijke geldigheid voor alle dingen voor zover die objecten van de zintuiglijkheid zijn. En net zo: als datgene wat in ons voorstelling heet, actief zou zijn ten opzichte van het object, dat wil zeggen als daardoor het object zou worden voortgebracht, zoals men zich de goddelijke kennisinhouden als de oerbeelden van de dingen voorstelt, dan zou eveneens de overeenstemming van de voorstelling met het object begrepen kunnen worden. De mogelijkheid van zowel de intellectus archetypus [het verstand dat oerbeelden bevat], op de aanschouwing waarvan de dingen zelf gebaseerd zijn, als van de intellectus ectypus [het verstand dat kopieën bevat], dat de data voor logische bewerking uit de zintuiglijke aanschouwing van de dingen put, is dus op zijn minst begrijpelijk. Maar ons verstand is door zijn voorstellingen noch de oorzaak van het object (behalve dan in de moraal van de goede doeleinden), noch is het object de oorzaak van de verstandsvoorstellingen (in sensu reali [in reële zin]). De zuivere verstandsbegrippen kunnen dus niet van zintuiglijke gewaarwordingen zijn geabstraheerd, noch ook de zintuiglijke ontvankelijkheid voor voorstellingen uitdrukken, maar moeten hun bronnen hebben in de natuur van de ziel; niet evenwel voor zover ze door het object worden veroorzaakt, of het object zelf voortbrengen.
— Immanuel Kant, brief aan Marcus Herz, 22 februari 1772.

#### Plichtsbesef
In 1785 verschijnt zijn werk Grundlegung zur Metaphysik der Sitten (Fundering voor de metafysica van de zeden) waarin hij beschrijft dat de goede wil het enige is wat als goed kan worden beschouwd. De goede intentie is volgens hem belangrijker dan het handelen en de impact van het handelen. Hij meent dat de eigenliefde, of het eigenbelang, niet strookt met deze goede wil. Het is onethisch, volgens Kant, om het eigen geluk na te streven. Bij Kant ligt de nadruk op de rede, die door de natuur zou zijn ingegeven. Dit gebruikt hij ook als argument om het eigenbelang niet na te streven. Als dat wel het geval zou zijn, dan zouden we enkel instinct gekregen hebben. Kant gaat uit van een universeel plichtsbesef, die nodig is om uit goede wil te handelen, waardoor wij kunnen afzien van onze eigen voorkeuren en neigingen. Het plichtsbesef heeft geen bepaald doel, het gaat uit van handelen uit principe, wat Kant maxime noemt. Als er geen subjectief belang gemoeid is met deze maxime ontstaat er een morele wet.

#### Categorische imperatief
Volgens Kant is de categorische imperatief een objectief, onvoorwaardelijk en noodzakelijk gebod; de plicht. Met de categorische imperatief komt het eigenbelang niet in aanmerking. Kant wil hiermee onderscheid maken van de hypothetische imperatief wat een voorwaardelijk gebod is waarin er een focus is op een doel, bijvoorbeeld het eigenbelang. Het is volgens Kant van belang om te handelen vanuit een maxime waarvan die persoon wil dat het een universele wet wordt. Binnen de categorische imperatief is er één doel waar de mens zich wel op zou mogen richten en dat is het menszijn. Kant geeft hier een voorbeeld van het lenen van geld. De mens zou geld mogen lenen en hierbij gebruik mogen maken van de goedgelovigheid, het menszijn, van een persoon. Door het menszijn als doel te zien en deze persoon te respecteren, zal de lener gedwongen zijn het geld terug te geven. Er geldt volgens Kant géén enkele uitzondering waarin misbruik gemaakt mag worden van de persoon diens goedgelovigheid, ook niet in een noodsituatie. Bij het andere voorbeeld gaat Kant in op zelfmoord, dit is volgens hem uitgesloten. Hierbij zou de persoon die zelfmoord pleegt zichzelf als middel gebruiken om diens eigen situatie te verbeteren. Wederom is hier geen uitzondering.
Kant legt nadruk op de autonomie van de mens, wat tevens een praktisch standpunt is. Als de mens autonoom is, is die tevens aansprakelijk voor diens acties, aangezien de mens dan ook een vrije wil zou hebben. De morele wet wordt niet opgelegd van buitenaf, maar door de mens zelf. Hierin ligt volgens Kant precies de morele waarde van de mens. Handelen vanuit de categorische imperatief leidt tot het hebben van een vrije wil. De mens is volgens Kant het enige wezen dat in staat is tot ethisch handelen.

#### Opvattingen over God
De opvatting over het godsbewijs is als een rode draad in Kants kritieken aanwezig. In zijn kritieken betoogt hij dat een godsbewijs volgens de zuivere rede onmogelijk is. Desondanks bleef hij theïst. Al kan de rede het bestaan van God niet bewijzen door de transcendentale theologie, de moraaltheologie kan in de leemte voorzien. Als die moraaltheologie het bewijs levert van het godsbestaan, blijkt het godsbegrip in de rede onmisbaar. De zuivere rede "bepaalt het begrip van de moraaltheologie".

#### Lijst van werken
- 1781: Eerste druk van de Kritik der reinen Vernunft.
- 1783: Prolegomena zu einer jeden künftigen Metaphysik, die als Wissenschaft wird auftreten können.
- 1784: Idee zu einer allgemeinen Geschichte in weltbürgerlicher Absicht.
- 1784: Beantwortung der Frage: Was ist Aufklärung?.
- 1785: Grundlegung zur Metaphysik der Sitten.
- 1786: Metaphysische Anfangsgründe der Naturwissenschaft.
- 1786: Mutmaßlicher Anfang der Menschengeschichte.
- 1787: Tweede (sterk aangevulde) druk van de Kritik der reinen Vernunft.
- 1788: Kritik der praktischen Vernunft.
- 1790: Kritik der Urteilskraft.
- 1791: Über das Mißlingen aller philosophischen Versuche in der Theodicee.
- 1793: Die Religion innerhalb der Grenzen der bloßen Vernunft.
- 1793: Über den Gemeinspruch: Das mag in der Theorie richtig sein, taugt aber nicht für die Praxis.
- 1794: Das Ende aller Dinge.
- 1795: Zum ewigen Frieden: Ein philosophischer Entwurf.
- 1797: Die Metaphysik der Sitten.
- 1797: Über ein vermeintes Recht aus Menschenliebe zu lügen.
- 1798: Der Streit der Fakultäten.
- 1798: Anthropologie in pragmatischer Hinsicht abgefasst.
- 1803: Über die Pädagogik.

## De drie kritische werken van Kant
De Kritik der reinen Vernunft (Kritiek van de zuivere rede) is het eerste grote werk van Kant. Hij schreef het op 57-jarige leeftijd in 1781. Een tweede, op onderdelen ingrijpend gewijzigde versie, publiceerde hij in 1787. Het is het eerste van zijn drie kritische werken, waarin hij de filosofie van de Verlichting aan een zelfkritiek onderwerpt. Hierbij richt hij zich zowel tegen het rationalisme van Descartes, Spinoza en Leibniz als tegen het empirisme van Locke en Hume.
- In deze eerste Kritik onderzoekt hij - zijns inziens met succes - of de filosofie een zelfstandige wetenschap is, naast de wiskunde en de natuurwetenschappen. Centraal staat hierbij de vraag: 'Wat kan ik weten?' Kant doelt hier op de vraag of de Rede (Vernunft) een zelfstandige bron is voor het verkrijgen van theoretische kennis. Onder Rede verstaat hij het vermogen om de zintuiglijke werkelijkheid te overstijgen en daar niet meer afhankelijk van te zijn.
- De Rede als het vermogen om te willen behandelt Kant in zijn tweede Kritiek: de Kritik der praktischen Vernunft (Kritiek van de praktische rede) uit 1788. Zijn Kritik der Urteilskraft (Kritiek van het oordeelsvermogen) uit 1790 behandelt de Rede als het reflecterende oordeelsvermogen. Het kernpunt van zijn filosofie is dat de empirische waarnemingen, zoals die aan ons verschijnen, beoordeeld en naar ruimte en tijd geordend worden door onze rede. De bron van de waarnemingen is het noumenale Ding-an-sich, dat op zichzelf onkenbaar is maar voor ons kenbaar wordt door de rationeel geordende fenomenen. Dit was de synthese tussen het empirisme en het rationalisme. Op het gebied van ethiek vestigde hij zich op twee regels; dat we de mens altijd óók als doel op zich en nooit alleen als middel tot een doel mogen zien, en ten tweede dat wij alles wat wij doen als algemene regel moeten kunnen én willen laten gelden (bekend als de categorische imperatief). Het is dus bijvoorbeeld niet goed om te stelen, omdat de algemene regel dat stelen zou mogen, zou resulteren in een chaotische wereld waarin wij zelf niet zouden kunnen leven.
- De derde kritiek is een van de eerste werken in het relatief nieuwe domein van de filosofische esthetica. Kant onderzoekt hierin de mogelijkheid van oordelen in het domein van de esthetiek en onderscheidt (subjectieve) smaakoordelen van aanspraken op schoonheid. (Alexander Gottlieb Baumgarten, die de term esthetiek reserveerde voor de reflectie over schoonheid, was zijn tijdgenoot; Kant gebruikt de term in zijn eerste kritiek in de klassieke betekenis, als een leer van de waarneming.)

## Citaat
Er kan geen twijfel over bestaan dat al onze kennis begint met ervaring. Want hoe zou het kenvermogen tot activiteit kunnen worden gewekt, als dat niet gebeurde doordat objecten onze zintuigen beroeren en zo voor een deel vanzelf voorstellingen teweegbrengen, voor een deel de werkzaamheden van ons verstand aanzetten die voorstellingen te vergelijken, te verbinden of te scheiden, om zo het ruwe materiaal van zintuiglijke indrukken te verwerken tot de kennis van objecten die ervaring heet?
— Immanuel Kant, "Kritiek van de Zuivere Rede", B1,10, 1787

## Trivia
- Kant stond in zijn woonplaats bekend als uiterst punctueel. Hij volgde een strikt dagschema en verliet zijn woonplaats zelden. Volgens een door Heine verzonnen en mild spottend bedoeld verhaal zouden de huisvrouwen van Koningsbergen hun klok gelijkzetten wanneer Kant op zijn vaste dagelijkse wandeling (na het middageten om 15.30 uur) hen passeerde.[9]
- Naar verluidt – de bron is dus niet bekend – heeft Kant deze wandeling één keer overgeslagen, omdat hij toen dusdanig geboeid zat te lezen in de 'Emile' van Rousseau dat hij de tijd vergat.
- Nog punctueler was zijn vriend Joseph Green, die hem ter plekke liet toen hij niet stipt opdaagde voor een koetsritje.[10]
- Voor zover bekend heeft Kant nooit een relatie gehad en overleed hij als maagd. Tijdens een diner voor vrienden te zijnen huize wist Kant echter een zodanige plaats te schikken dat hij met zijn goede oog een bevallige dame kon observeren.
- Dat Kants vader zadelmaker is geweest wordt in elk naslagwerk vermeld. Het kan echter zijn dat diens beroep uit overweging van eerbied voor de geniale zoon te hoog is opgegeven en dat de man 'slechts' riemensnijder is geweest.
- Kant is zover bekend nooit ver buiten zijn woonplaats geweest. Hij heeft altijd in Koningsbergen gewoond en kende de stad zeer goed. De verste reis die hij maakte, was naar de stad Arnsdorf nabij het huidige Morąg, 96 km van zijn geboorteplaats, waar hij bij een familie als privéleraar in dienst was.[11]

### Primaire literatuur (werken van Kant)
Enkele van de online beschikbare werken, in het Duits of in Engelse vertaling volgen hier. Let wel, van zijn belangrijkste werk, de Kritik der reinen Vernunft zijn twee edities verschenen, de eerste en tweede oplage (1781 respectievelijk 1787). De tweede is op onderdelen gewijzigd. Als men in de vakliteratuur naar dit werk verwijst dan doet men dat door naar A (de versie uit 1781) of B (1787) te verwijzen (gevolgd door het originele paginanummer). De Prolegomena (1783) is een samenvatting door de auteur zelf van de (eerste) Kritik.
In 2004 verscheen bij de Nederlandse uitgeverij Boom een Nederlandse vertaling van Kants Kritik der reinen Vernunft, van de hand van Jabik Veenbaas en Willem Visser. 
- 1772 - Kant: Briefwechsel, Brief 70, An Marcus Herz 21 feb 1772 (du)
- 1780 - The Metaphysical Elements of Ethics  op Project Gutenberg
- 1781 - Kritik der reinen Vernunft (1. Auflage)
- 1783 - Prolegomena zu einer jeden künftigen Metaphysik, die als Wissenschaft wird auftreten können
- 1783 - Prolegomena to Any Future Metaphysics Which Shall Lay Claim to Being a Science. (gearchiveerd)
- 1785 - Fundamental Principles of the Metaphysic of Morals  op Project Gutenberg
- 1784 - Beantwortung der Frage: Was ist Aufklärung - Wikisource - An answer to the Question: What is Enlightenment? (gearchiveerd)
- 1787 - Kritik der reinen Vernunft (2er Auflage) - Critique of Pure Reason (2nd edition), vertaling Kemp-Smith (gearchiveerd), Critique of Pure Reason (2nd edition), vertaling Meiklejohn  op Project Gutenberg.
- 1788 - Kritik der praktischen Vernunft - Critique of Practical Reason  op Project Gutenberg.
- 1790 - Kritik der Urteilskraft - Critique of Judgment (gearchiveerd)
- 1795 - Zum ewigen Frieden. - Perpetual Peace (gearchiveerd)

### Secundaire literatuur (artikelen over Kant)
- (en) Immanuel Kant in Stanford Encyclopedia of Philosophy.